# Officine Meccaniche

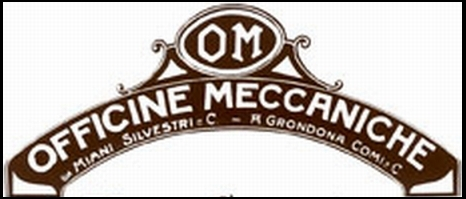
Miani e Silvestri&C-A.Grondona Comi&C

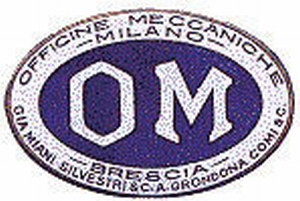
Officine Meccaniche-Milano-Brescia già Miani e Silvestri&C-A.Grondona Comi&C

Societá Anonima Officine Meccaniche (OM) fue una compañía italiana automotriz fundada en 1918 en Milán. Comprada por el grupo Fiat e integrada a su división Iveco en 1975.

## Origen
En 1917, la sociedad milanesa Miani, Silvestri & C., que ya desde 1857 se dedicaba a la construcción de material ferroviario y que se había fusionado en 1899 con la también milanesa Grondona, Comi & C. especializada en coches de caballos desde 1840, compró la fábrica de automóviles Züst, de Brescia. Esta compañía con más de 60 años de actividad, que desde 1906 fabricaba coches de motor de explosión con la denominación de Brixia-Züst se disolvió en 1912 y la fábrica de Brescia fue el comienzo de la OM (Societá Anonima Officine Meccaniche antes Miani, Silvestri & C / A. Grondona, Comi & C.).

## Desarrollo
El primer automóvil de la marca OM se puso a la venta en 1918, el denominado tipo S305, de 25/35 HP que aún recordaba a los antiguos Brixia. Un poco más tarde llegó el OM 465, de 12/15 HP, primer modelo auténticamente nuevo de la marca, del cual derivaron los sucesivos OM de 4 cilindros, con él también comenzó la forma de designar a los vehículos, siendo la primera cifra el número de cilindros y las dos siguientes el diámetro del mismo.
En 1921, aparecen los modelos 467S y el 469, este último llevaba el radiador que luego fue característico de la marca y su seña de distinción. Un modelo sport del 469 se proclamó vencedor de la Copa de los Alpes de 1922, dando la marca a conocer.
Pero la época entre 1923 y 1929 fue cuando la marca OM tuvo sus mayores éxitos, sobre todo con el modelo 665 Superba. El equipo OM de carreras, con sus pilotos más habituales: Renato Balestrero, Ferdinando Minoia y Giuseppe Morandi, ganó varias prestigiosas carreras en este periodo. La Copa de los Alpes en 1923 y 1924, los circuitos de Montenero y Mugello en 1924, la Coppa Vinci en 1925 y 1926, el circuito Apuano en 1925 y el Gran Premio de Trípoli del mismo año, también la Copa de San Sebastián de 1926 y sobre todo el 2ª puesto en el Gran Premio de Italia de 1927, tras el Delage de Benoist, y el fabuloso triplete en la primera prueba de las Mille Miglia (1º Minoia/Morandi 2º Balestrero/T. Danieli 3º M.Danieli/Rosa). 
Este sonado triunfo dio a la marca fama mundial y aumentó las ventas de forma espectacular, saliendo al mercado innumerables versiones del 665, entre las que destaca el modelo 665SSMM Superba de 2200 cc con compresor Roots, que salió al mercado a principios de los 30, un deportivo de inmejorables prestaciones que se caracterizaba por su elegante radiador inclinado.
En 1933, Fiat incorporó a la OM en su grupo industrial aunque conservó durante cierto tiempo su carácter autónomo. En 1934, sacó al mercado el último modelo con la marca OM, el tipo V Alcyone, un 6 cilindros de 2130 cc y una potencia de 65 CV.
En 1937 abandonó definitivamente la fabricación de automóviles y la OM se dedicó a la construcción de camiones, maquinaria agrícola y material ferroviario, integrándose totalmente en el grupo Fiat en 1967.